# Gyümölcsbor

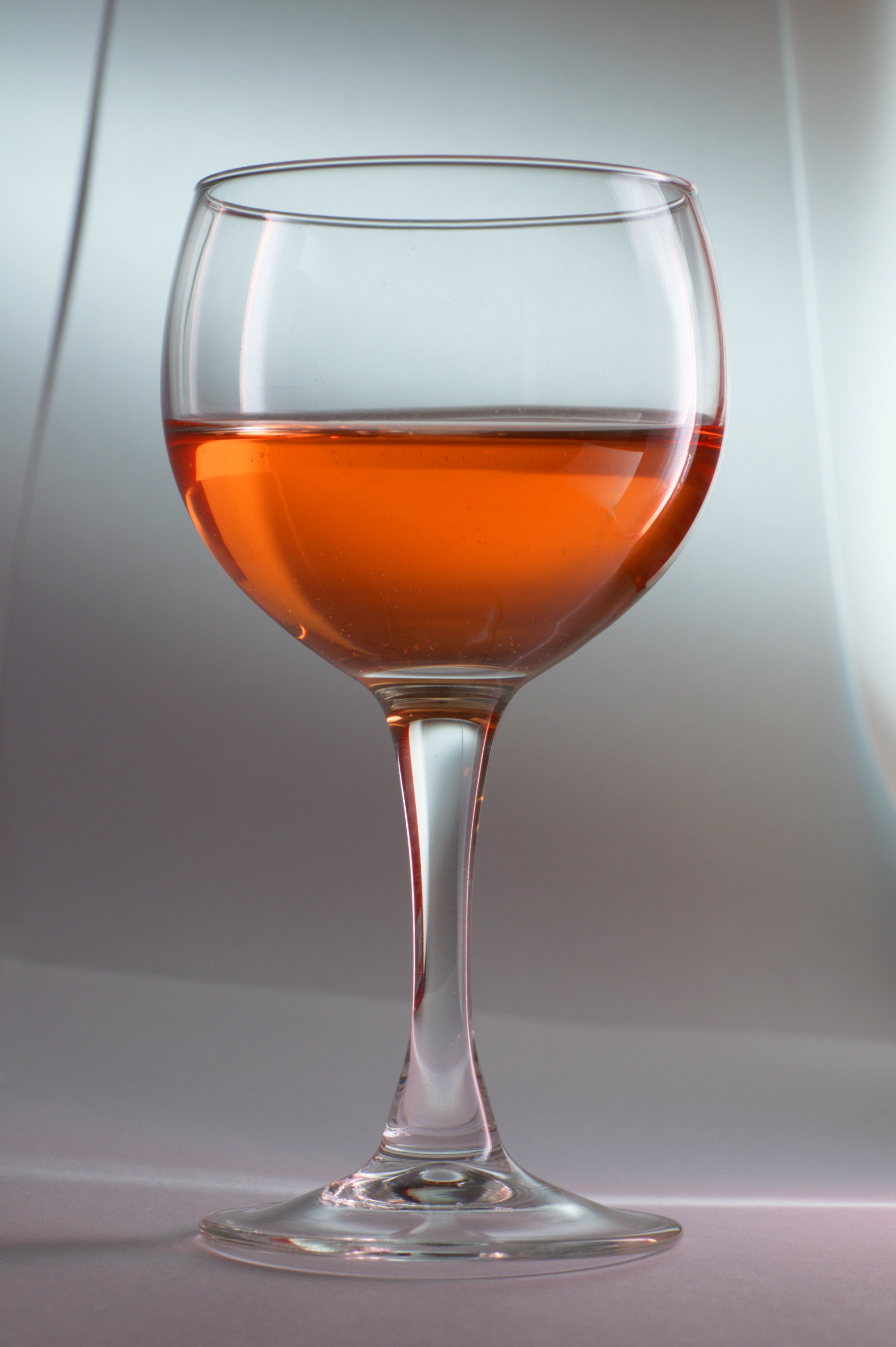
Gyümölcsbor

A gyümölcsbor olyan erjesztett alkoholos ital, amelyet nem szőlőből készítenek, mint a bort, hanem más (egynemű) gyümölcsökből. A gyümölcsbor, a gyümölcs nemének megfelelő ital, csak annyiban különbözik az eredeti gyümölcslétől, hogy a benne lévő és a hozzáadott cukorból alkohol lett. Az úgynevezett "hideg eljárással készített gyümölcsborok készítésekor a gyümölcs íze és zamata csak kismértékben csökken, ugyanakkor a vitamin tartalma, egyes esetekben, a szőlőbor vitamintartalmának többszöröse is lehet.  (csipkebogyóbor, ribizlibor stb.).

## Elterjedése
"Hazánk szőlőművelését az 1800-as évek végén filoxéra, a peronoszpóra és egyéb csapás javarészben tönkre tette", ekkor lendült fel a gyümölcsbor készítése.
Mivel a szőlőn kívül kevés gyümölcsben van meg megfelelő arányban cukor, sav, csersav és víz, ami segítségével élvezhető borrá válik, a gyümölcsborokhoz gyakran hozzáadnak ezen összetevők közül egyet vagy többet. A cukorra ahhoz van szükség, hogy a bor kiforrjon és elérje a megfelelő alkoholtartalmat. A túlzott savasság csökkentésére vizet, míg az íz javításához savat (citromsav, almasav, borkősav) lehet/szükséges hozzáadni. Mivel hasonló módon készül, a mézbort is a gyümölcsborokhoz sorolják. (Ez nem tévesztendő össze a "mézes bor"ral, ami egy mézzel fűszerezett, ízesített, általában - szőlőbor.)

## Elnevezése
A végtermék megnevezése a felhasznált gyümölcs, illetve méz nevét, a "bor" szót, valamint a cukortartalomnak megfelelően a "száraz", "félszáraz", "félédes" vagy "édes" szavak egyikét tartalmazza. Ha az alap gyümölcsléhez 10% (V/V)-nál több más gyümölcslevet adnak, (pl.: színezékként), a gyümölcs neve helyett a "vegyes" szót kell feltüntetni.

## Más összetevők
Más összetevők, amiket hozzáadhatnak: virágok és gyógynövények (pl. bodzaborhoz). Ha leveleket vagy gyökereket adnak hozzá, néha sörnek hívják az így kapott italt (pl. gyömbérsör), ezek gyakran alkoholmentesek.

## A bortörvényről
"A magyar bortörvény szerint a bor, a szőlő gyümölcséből, erjesztés útján készült ital. A más gyümölcsökből, de ugyancsak erjesztéssel, és cukor (szacharóz) hozzáadásával készült italt gyümölcsbornak nevezik."

## Lásd még
- Bortörvény
- Gyümölcsborok készítése
- Jégbor
- Avinálás
- Almabor
- Egresbor
- Ribiszkebor
- Szamócabor
- Szederbor

## Külső hivatkozások
- Wikikönyvek:Gyümölcsbor
- Kossutány Tamás: A borról és az erjedésről
- Hogyan készül a meggybor?
- Gyümölcsbor készítése különböző gyümölcsökből